# Симмонс, Джонатон
Джонатон Кэлвин Симмонс (англ. Jonathon Calvin Simmons, род. 14 сентября 1989 года) — американский профессиональный баскетболист, выступающий за филлипийский клуб «Нлекс Роад Варриорс». Симмонс выступал за студенческую баскетбольную команду «Хьюстон Кугэрз», а после того, как его не выбрали на драфте НБА 2012 года провёл сезон в полупрофессиональной команде Американской баскетбольной лиги. В 2013 году он перешёл в «Остин Торос» выступающей Лиге развития НБА. После двух сезонов в Д-Лиги он принял участие в Летней лиге НБА 2015 года, где его выступление положительно оценили и пригласили в основной состав «Спёрс».

## Профессиональная карьера

### Шугар Лэнд Леджендс (2013)
Несмотря на то, что многие команды приглашали Симмонса принять участие в преддрафтовых тренировках, его не выбрали на драфте НБА 2012 года. В январе 2013 года он был выбран в первом раунде драфта новосозданной Американской баскетбольной лиги клубом «Шугар Лэнд Леджендс». В 16 играх за команду Симмонс в среднем набирал по 36,5 очка за игру.

### Остин Торос/Спёрс (2013-2015)
В сентябре 2013 года Симмонс принял участие в смотре клуба «Остин Торос» из Лиги развития НБА и был приглашён в её тренировочный лагерь. Сезон в новой команде он начал в основном составе и всего за сезон провёл 44 матча, в среднем за игру набирая 9,8 очка и делая 4,5 подбора. В следующем сезоне он улучшил свои показатели, а 9 января 2015 года в матче против «Бейкерсфилд Джэм» он набрал 30 очков. В 50 играх сезона он в среднем за игру набирал 15,2 очка, делал 4,3 подбора, 3,7 передачи и 1 перехват. И по итогам сезона был включён в третью сборную защиты Д-Лиги.

### Сан-Антонио Спёрс (2015—2017)
29 июня 2015 года Симмонс был включён в состав «Бруклин Нетс» для участия в Летней лиги в Орландо и в Лас-Вегасе. После трёх игр за Бруклин в Орландо, в которых он в среднем набирал по 12 очков и делал пять поборов, его пригласили в свой состав «Спёрс». Симмонс принял приглашение и 11 июня дебютировал за «Спёрс» в игре против «Нью-Йорк Никс». 20 июля в финальной игре Летней лиги в Лас-Вегасе он набрал 23 очка и помог «Спёрс» одержать победу, а сам завоевал титул самого ценного игрока. Два дня спустя Сан-Антонио подписали с ним контракт.

### Орландо Мэджик (2017—2019)
15 июля 2017 года Симмонс подписал трёхлетний контракт с «Орландо Мэджик» на сумму 20 млн долларов.

### Филадельфия Севенти Сиксерс (2019)
7 февраля 2019 года Симмонс был обменян вместе с защищенным пиком первого раунда драфта 2020 года (от «Оклахома-Сити») и пиком второго раунда 2019 года в «Филадельфию Севенти Сиксерс» на Маркелла Фульца.
21 июня 2019 года Симмонс был обменян вместе с правами на драфт Адмирала Скофилда в «Вашингтон Уизардс» на денежную компенсацию. 7 июля 2019 года «Уизардс» отчислили игрока.

### Санта-Круз Уорриорз (2020)
25 февраля 2020 года команда «Санта-Круз Уорриорз» объявила о приобретении Симмонса и прав на Криса Уокера у «Рио-Гранде Вэллей Вайперс» в обмен на права на Антониуса Кливленда и Джареда Каннингема, а также на пик первого раунда драфта Джи-Лиги 2020 года.

### Международная карьера
В конце октября 2020 года Симмонс прибыл в Китай, чтобы присоединиться к команде «Ляонин Флаин Леопардс». Официально о подписании контракта было объявлено 1 декабря.
15 декабря 2021 года Симмонс присоединился к команде «Шаньси Лунгс».
В декабре 2022 года Симмонс подписал контракт с командой «Нлекс Роад Варриорс» из Филиппинской баскетбольной ассоциации.

## Статистика

### Статистика в НБА
| Сезон                                                                                    | Команда     | Регулярный сезон | Регулярный сезон | Регулярный сезон | Регулярный сезон | Регулярный сезон | Регулярный сезон | Регулярный сезон | Регулярный сезон | Регулярный сезон | Регулярный сезон | Регулярный сезон | Серия плей-офф | Серия плей-офф | Серия плей-офф | Серия плей-офф | Серия плей-офф | Серия плей-офф | Серия плей-офф | Серия плей-офф | Серия плей-офф | Серия плей-офф | Серия плей-офф |
| Сезон                                                                                    | Команда     | GP               | GS               | MPG              | FG%              | 3P%              | FT%              | RPG              | APG              | SPG              | BPG              | PPG              | GP             | GS             | MPG            | FG%            | 3P%            | FT%            | RPG            | APG            | SPG            | BPG            | PPG            |
| ---------------------------------------------------------------------------------------- | ----------- | ---------------- | ---------------- | ---------------- | ---------------- | ---------------- | ---------------- | ---------------- | ---------------- | ---------------- | ---------------- | ---------------- | -------------- | -------------- | -------------- | -------------- | -------------- | -------------- | -------------- | -------------- | -------------- | -------------- | -------------- |
| 2015/16                                                                                  | Сан-Антонио | 55               | 2                | 14,8             | 50,4             | 38,3             | 75,0             | 1,7              | 1,1              | 0,4              | 0,1              | 6,0              | 3              | 0              | 8,7            | 40,0           | 66,7           | 50,0           | 1,3            | 0,7            | 0,7            | 0,0            | 3,7            |
| 2016/17                                                                                  | Сан-Антонио | 78               | 8                | 17,8             | 42,0             | 29,4             | 75,0             | 2,1              | 1,6              | 0,6              | 0,3              | 6,2              | 15             | 4              | 20,4           | 45,6           | 35,1           | 67,7           | 1,9            | 1,9            | 0,6            | 0,1            | 10,5           |
| 2017/18                                                                                  | Орландо     | 69               | 50               | 29,4             | 46,5             | 33,8             | 76,8             | 3,5              | 2,5              | 0,8              | 0,2              | 13,9             | Не участвовал  | Не участвовал  | Не участвовал  | Не участвовал  | Не участвовал  | Не участвовал  | Не участвовал  | Не участвовал  | Не участвовал  | Не участвовал  | Не участвовал  |
| 2018/19                                                                                  | Орландо     | 41               | 9                | 20,6             | 36,4             | 22,9             | 77,8             | 2,4              | 2,3              | 0,4              | 0,3              | 6,9              | Не участвовал  | Не участвовал  | Не участвовал  | Не участвовал  | Не участвовал  | Не участвовал  | Не участвовал  | Не участвовал  | Не участвовал  | Не участвовал  | Не участвовал  |
| 2018/19                                                                                  | Филадельфия | 15               | 0                | 14,6             | 45,3             | 42,9             | 64,0             | 1,7              | 2,2              | 0,7              | 0,1              | 5,5              | 7              | 0              | 7,4            | 33,3           | 20,0           | 75,0           | 1,3            | 0,3            | 0,1            | 0,0            | 3,6            |
|                                                                                          | Всего       | 258              | 69               | 20,5             | 44,3             | 31,7             | 75,6             | 2,4              | 1,9              | 0,6              | 0,2              | 8,3              | 25             | 4              | 15,4           | 43,2           | 34,0           | 67,6           | 1,6            | 1,3            | 0,5            | 0,1            | 7,8            |
| Наведите курсор мыши на аббревиатуры в заголовке таблицы, чтобы прочесть их расшифровку. |             |                  |                  |                  |                  |                  |                  |                  |                  |                  |                  |                  |                |                |                |                |                |                |                |                |                |                |                |

### Статистика в Джи-Лиге
| Сезон                                                                                    | Команда             | Регулярный сезон | Регулярный сезон | Регулярный сезон | Регулярный сезон | Регулярный сезон | Регулярный сезон | Регулярный сезон | Регулярный сезон | Регулярный сезон | Регулярный сезон | Регулярный сезон | Серия плей-офф | Серия плей-офф | Серия плей-офф | Серия плей-офф | Серия плей-офф | Серия плей-офф | Серия плей-офф | Серия плей-офф | Серия плей-офф | Серия плей-офф | Серия плей-офф |
| Сезон                                                                                    | Команда             | GP               | GS               | MPG              | FG%              | 3P%              | FT%              | RPG              | APG              | SPG              | BPG              | PPG              | GP             | GS             | MPG            | FG%            | 3P%            | FT%            | RPG            | APG            | SPG            | BPG            | PPG            |
| ---------------------------------------------------------------------------------------- | ------------------- | ---------------- | ---------------- | ---------------- | ---------------- | ---------------- | ---------------- | ---------------- | ---------------- | ---------------- | ---------------- | ---------------- | -------------- | -------------- | -------------- | -------------- | -------------- | -------------- | -------------- | -------------- | -------------- | -------------- | -------------- |
| 2013/14                                                                                  | Остин Торос         | 44               | 12               | 23,2             | 52,5             | 28,4             | 70,7             | 4,5              | 1,4              | 1,0              | 0,4              | 9,8              | Не участвовал  | Не участвовал  | Не участвовал  | Не участвовал  | Не участвовал  | Не участвовал  | Не участвовал  | Не участвовал  | Не участвовал  | Не участвовал  | Не участвовал  |
| 2014/15                                                                                  | Остин Спёрс         | 50               | 28               | 33,8             | 49,4             | 39,8             | 75,0             | 4,3              | 3,6              | 1,0              | 0,4              | 15,2             | 6              | 2              | 32,8           | 51,5           | 35,0           | 86,4           | 3,8            | 1,7            | 2,0            | 1,0            | 15,7           |
| 2015/16                                                                                  | Остин Спёрс         | 4                | 4                | 34,6             | 43,1             | 23,1             | 77,3             | 2,8              | 3,5              | 0,8              | 0,8              | 16,0             | Не участвовал  | Не участвовал  | Не участвовал  | Не участвовал  | Не участвовал  | Не участвовал  | Не участвовал  | Не участвовал  | Не участвовал  | Не участвовал  | Не участвовал  |
| 2019/20                                                                                  | Санта-Круз Уорриорз | 5                | 5                | 29,2             | 48,6             | 38,5             | 75,0             | 5,0              | 2,2              | 1,4              | 0,6              | 19,6             | Не участвовал  | Не участвовал  | Не участвовал  | Не участвовал  | Не участвовал  | Не участвовал  | Не участвовал  | Не участвовал  | Не участвовал  | Не участвовал  | Не участвовал  |
|                                                                                          | Всего               | 103              | 49               | 29,0             | 50,0             | 34,7             | 73,9             | 4,4              | 2,6              | 1,0              | 0,4              | 13,1             | 6              | 2              | 32,8           | 51,5           | 35,0           | 86,4           | 3,8            | 1,7            | 2,0            | 1,0            | 15,7           |
| Наведите курсор мыши на аббревиатуры в заголовке таблицы, чтобы прочесть их расшифровку. |                     |                  |                  |                  |                  |                  |                  |                  |                  |                  |                  |                  |                |                |                |                |                |                |                |                |                |                |                |

### Статистика в NCAA
| Сезон | Команда | Conf  | Class | GP | GS | MPG  | FG%  | 3P%  | FT%  | RPG | APG | SPG | BPG | PPG  |
| --- | ------- | ----- | ----- | -- | -- | ---- | ---- | ---- | ---- | --- | --- | --- | --- | ---- |
| 2011/12 | Хьюстон | CUSA  | JR    | 30 | 29 | 30,1 | 51,2 | 38,6 | 71,6 | 5,0 | 2,2 | 0,7 | 0,4 | 14,7 |
| Всего | Всего   | Всего | Всего | 30 | 29 | 30,1 | 51,2 | 38,6 | 71,6 | 5,0 | 2,2 | 0,7 | 0,4 | 14,7 |
| Наведите курсор мыши на аббревиатуры в заголовке таблицы, чтобы прочесть их расшифровку Статистика приведена с сайта sports-reference.com |         |       |       |    |    |      |      |      |      |     |     |     |     |      |